# Welterbe in Brunei

Brunei hat am 12. August 2011 seine Ratifizierungsurkunde für die Welterbekonvention bei der UNESCO hinterlegt. In Kraft getreten ist die Konvention für Brunei am 8. Dezember 2011. Bislang (Stand 2025) hat das Land aber noch keine Tentativliste bei der UNESCO eingereicht und somit auch keine Kandidaten für das UNESCO-Welterbe nominiert.